# Gerhard Präsent
Gerhard Präsent (* 21. Juni 1957 in Graz) ist ein österreichischer Komponist und Dirigent.

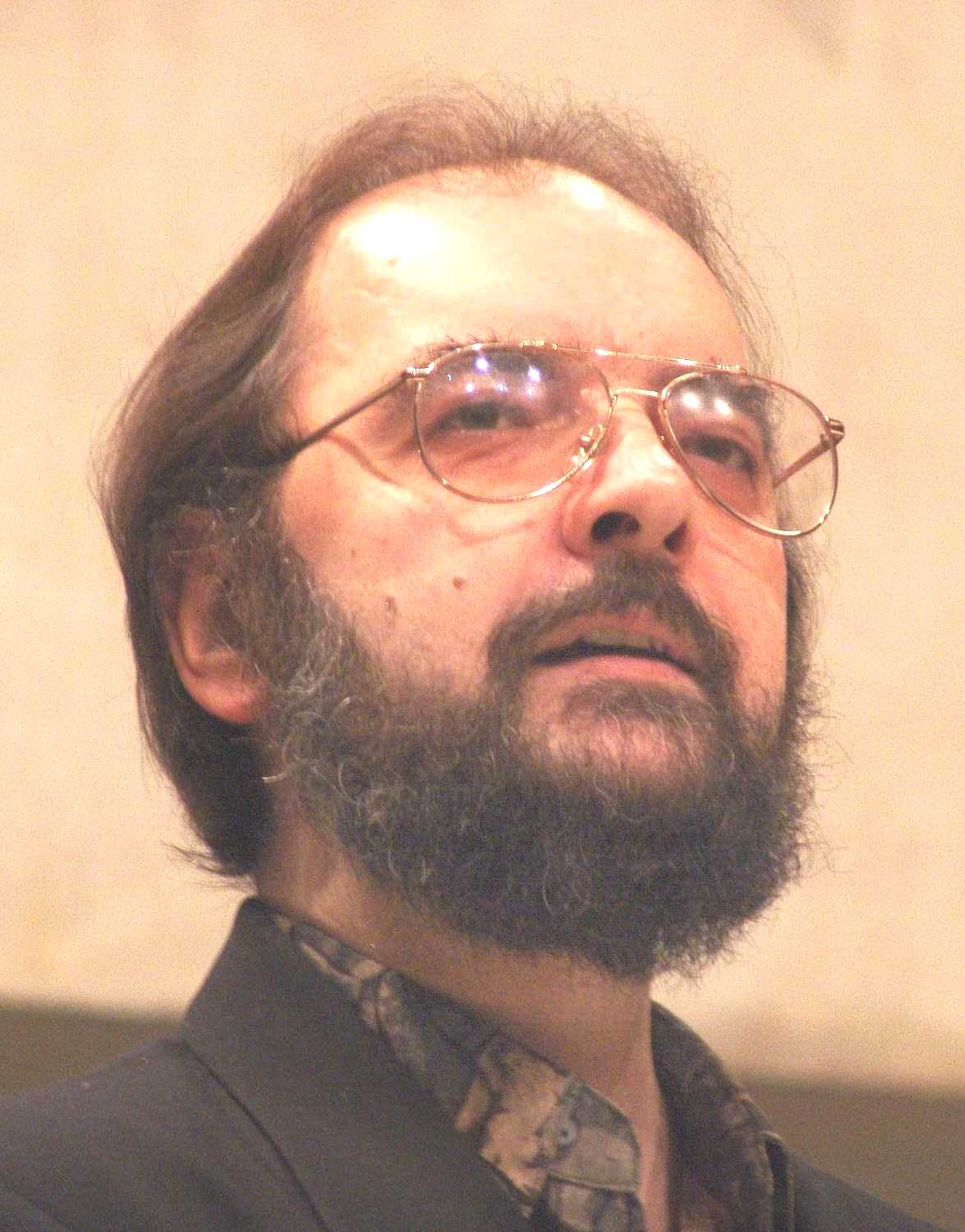
Gerhard Präsent (2006)

## Leben
Gerhard Präsent studierte nach der Matura ab 1976 Komposition bei Iván Eröd sowie Dirigieren bei Milan Horvat an der Musikhochschule Graz (jetzt Universität für Musik und darstellende Kunst Graz) und erlangte 1982 bzw. 1985 Diplome in diesen Fächern mit Auszeichnung. Zusätzlich studierte er Jazztheorie und Arrangement bei Dieter Glawischnig. Im Jahr 1985 erhielt er einen Lehrauftrag an der Universität für Musik und darstellende Kunst Graz. Dort leitete er bis 1999 einen Komponisten-Workshop, in dem er 48 Konzertprogramme einstudierte. Von 1986 bis 1992 war er Assistent an der Lehrkanzel für Musiktheorie bei Iván Eröd sowie in der Dirigierklasse Milan Horvat, später bei Martin Turnovsky und beim Hochschulorchester. Im Jahr 1992 wurde er zum Professor für Musiktheorie, Formenlehre und Musikanalyse, Dirigieren, Ensemble für Neue Musik, Streicher-Kammermusik u. a. an dieser Universität berufen.
Präsent ist langjährig als Dirigent aktiv, besonders mit zeitgenössischer Musik und eigenen Werken. Er ist Gründer und seit 1988 künstlerischer Leiter des ALEA Ensembles. 1987 Mitbegründer der Konzertreihe "die andere saite" in Graz. Seit 2003 ist er Vizepräsident, seit 2005 Präsident des „Steirischen Tonkünstlerbundes“.
Gerhard Präsent ist seit 1988 verheiratet mit der Geigerin Sigrid Präsent-König, das Paar hat zwei Söhne.

## Preise und Auszeichnungen
- 1981: Förderungspreis für Musik der Stadt Graz[5]
- 1983: Würdigungspreis des Bundesministers für Wissenschaft und Forschung, Staatsstipendium für Komposition
- 1984: 1. Preis der Creditanstalt Wien für „Quintett“
- 1989: Kompositionspreis für „Präludium und Toccata“ und Wahlpflichtstück beim Internationalen Gitarrenwettbewerb, Berlin
- 1992: Österreichischer Förderungspreis für Musik des Bundesministers für Unterricht und Kunst für „Symphonisches Fragment“
- 1996: Franz-Joseph-Reinl-Preis für „La Tâche“[6]
- 1996: Förderungspreis für Musik der Stadt Wien[7]
- 1997: Theodor-Körner-Preis für „Sonata del Gesù“
- 2010: Finalist des „International Music Prize for Excellence in Composition“[8]
- 2011: Ehrenmitglied (Honorary Associate) der „National Academy of Music“ (Colorado)
- 2017/18 Finalist (und „special mention“) beim renommierten Maurice Ravel-Kompositions-Wettbewerb für  „Big Apple“ (4.Quartett)[9]
- 2019 Finalist beim Wettbewerb „Musica Prospettiva“ (Siena/I) mit „Vier halbdunkle Lieder“
- 2021 „1st Prize“ 4th International Composers Award Vienna/Austria for „Big Ben“ for string trio
- 2022 „Grand Prize“ (100 %) IYM-Competition (Atlanta, USA) mit „Big Ben“ für Streichtrio[10]

## Aufführungen
Präsents Werke erlebten bisher über 1200 Aufführungen in über 25 Ländern, darunter vier Mal bei den IGNM-Weltmusikfesten: 1982 in Graz im Festival Steirischer Herbst, 2002 in Hongkong, 2023 in Johannesburg/Südafrika, 2024 auf den Färöer-Inseln, im Musikforum München, beim Festival „Nuovi Spazi musicali“ in Rom, beim „Witold Lutosławski-Festival“ in Lublin/Polen, im „Austrian Cultural Forum“ und in der Carnegie Hall (Recital Hall) in New York, in der Graham-Gallery in Washington D.C. sowie im Altavista Tower/Arlington/USA; in der „Gesellschaft der Musikfreunde in Wien“ und im Wiener Konzerthaus bei den Festivals „Österreich heute“ und „Hörgänge“, im „Carinthischen Sommer“, bei den „Aspekten Salzburg“, in der „Styriarte“-Graz und in den Konzertreihen des Kunstvereins „Alte Schmiede Wien“, „die andere saite“ und „Steirischer Tonkünstlerbund“  in Graz.
Seine Werke wurden u. a. im Bayerischen Rundfunk, in Rundfunksendern in Polen, Tschechien, im „Hong Kong Radio 4 RTHK“ und im ORF in Österreich gesendet. Er erhielt Kompositionsaufträge unter anderem von der „Austro mechana“, von der „Gesellschaft der Musikfreunde in Wien“, vom „Ensemble Kontrapunkte“, vom „Austrian Cultural Forum“ New York, vom „Internationalen Cellowettbewerb Liezen“, vom Creativen Centrum Wien, vom Steirischen Sängerbund, von Ambitus, MundART und vom Vienna Art Trio.

## Werke (Auswahl)

### Werke für Orchester/Kammerorchester
- „Symphonisches Fragment (Halbe Sinfonie)“ (XXVI:1991/1992), Österreichischer Förderungspreis für Musik 1992
- „Hermitage“ – Konzert für kleines Orchester (XXVIII:1992/1993), Auftragswerk der Österreichischen Kammersymphoniker für das Wiener Konzerthaus 1993
- „Configurationen – Drei Zustände für Klavier und Orchester“ (Klavierkonzert) – (XI:1981/1982), UA IGNM-Weltmusikfest im Festival Steirischer Herbst 1982
- „Song“ für hohen Sopran und kleines Orchester (IX:1981) – engl. Text vom Komponisten
- „Himmelslicht“ – Konzert für Trompete und Orchester (XXIb:1986–2007) – UA Steirischer Herbst/Krieglach 1987 mit Blechbläsern und Schlagzeug, Orchesterfassung 2007
- „Music for big band and orchestra“ (VIII:1980) – UA Internationale Woche der Begegnung Graz 1981
- Violinkonzert Op.73 (2015) UA: 2015 Aula der Universität Graz, Solistin:Sigrid Präsent
- „Danse fatale“ für Violoncello und kleines Orchester Op.75 (2017/18) UA: 2018 Dugo Selo/Zagreb, Solist:Tobias Stosiek
- „Escenas estirias“ – Konzert für Saxophon und Orchester Op.80 (2019-23)

#### Kammerorchester
- „La Tâche“ für Streichorchester (XXXIb:1995) – Franz-Joseph-Reinl-Preis 1996
- „Chaconne“ für vierzehn Instrumente (XXXIII:1996/1997) – Auftragswerk der Gesellschaft der Musikfreunde in Wien, UA Wiener Musikverein 1997
- „Partita sagrada op. 60“ für Kammerorchester (LX:2009/2010) – Auftragswerk des Ensembles Kontrapunkte, UA Wiener Musikverein 2010
- „Marcia funebre“ für Kammerensemble (XXVII:1992/rev. 1997) – UA IGNM-Weltmusikfest 2002 in Hongkong

### Solowerke
- „Solo“ für einen Holzbläser (Fl, Ob, Cl, Sax, Fg ad lib.) (VI:1979) – Musikverlag Doblinger
- „The long run“ – improvisations for instrument and tape (XII:1982–1983/1995)
- „Sonata regina per S. F.“ für Violine solo (XXII:1987)
- „A Rayas“ für Violoncello solo (XLIII:2001/2002)
- „To Be“ für Violoncello solo Op. 85 (2023)
- „Profondo“ für Solo-Bass oder Kontrabass (und Klavier ad lib.) (XVII:2005/06)
- „Toccata“ für Klavier (XVI:1985/1986)
- „Bagatelle (avant et après)“ und "Bagatelle #2 (hier et demain)" für Klavier (LXIII:2011)
- „Trois Dédicaces“ (für Gerd Kühr, für Karlheinz Roschitz, für Iván Eröd) für Klavier Op.81 (2019)
- „Encore Piece“ for accordion solo (or piano solo) and audience (XXXIV:1997)
- „Dies Irae“ für Orgel (LII:2006)

### Werke für Streicher
ohne Klavier
- „Vier Tänze für zwei Violinen“ (XXIV:1989/1990)
- „Green Music“ für zwei Violinen (LXXII:2015)
- „Canzona op. 50“ für Violine und Violoncello (L:2004)
- „Sounds Of Wood“ (The Makers) – Trio für Vl, Vla, Vc (XXXVII:1998)
- „La Tâche“ – 2. Streichquartett (XXXIa:1994/1995) – auch Version für Streichorchester (1995)
- „Missa“ für Streichquartett (XLII:2001)
- „Big Apple“ – 4. Streichquartett (LVII:2008)
- „Big Ben“ für Streichtrio (LXVI:2012)
- „Tres Dados“ für Streichtrio (LIXX:2013-15)
- „A-Suite“ für Streichtrio Op.78 (2018)

mit Klavier
- „Sonata del Gesù“ für Violine und Klavier (XXXV:1997–1999), Theodor-Körner-Preis 1997
- „Rondino“ für Violine und Klavier (IV:1978/1979)
- „Sonatina Gemella“ für Violine und Klavier (XIX:1986)
- „Arietta ritmica“ für Violine (Viola) und Klavier (XV:1984) – Musikverlag Doblinger
- „Notturno“ für Violine und Klavier (XLVIIg:2003/06)
- „Sonata al dente“ für Violoncello und Klavier in einem Satz (XXIII:1988–1990)
- „Erödiana (Capriccio Erödico)“ für Violoncello (Fagott) und Klavier (XXXII:1996)
- „Trio intricato“ für Violine, Violoncello und Klavier (XIV:1983–1985)
- „Tête-à-tête-à-tête“ für Violine, Violoncello und Klavier (oder Akkordeon) (2. Trio – XXXb:1995/1998)
- „Vier Melodische Stücke“ für Violine, Violoncello und Klavier (3. Trio – XLVII:2004)
- „Extravaganza“ für Violine, Violoncello und Klavier – 4. Trio (LXVII:2012/13)
- „What´s up, Amadeus“ für Violine und Akkordeon (op.84:2021)

### Werke für Bläser bzw. gemischt
- „Himmelslicht“ – Konzert für Trompete, Blechbläser und Schlagzeug (XXIa:1986–1987) – UA Steirischer Herbst/Krieglach 1987
- „PEGAU“ bzw. „Petite Symphonie du Pégaü“ für Blasorchester bzw. Bläserquartett in diversen Besetzungen (XXXIXd:2000/2004) – HeBu-Musikverlag
- „Rhapsodie“ für Brass-Quintett (LVIII:2008)
- „Anthem“ für vier Trompeten (od. Vier Hörner) (op.77:2018)
- „Fanfare“ für Brass-Ensemble oder Brass-Quintett (VII:1980/1999) – HeBu-Musikverlag
- „Zwei Fanfaren“ für Saxophon-Quartett (LXVIII:2013)
- „Quintett“ für Fl, Ob, Cl, Hn u. Fg (X:1981)
- „Hard-Rock“ für fünf Klarinetten (incl. Bhn und BCl) (XXXVIII:1999/2000)
- „Extravaganza“ für Tp, Pos & Pn (LXVII:2012)
- „Arietta ritmica“ für Melodieinstrument (Bfl, Fl, Cl, Tp) und Klavier (XV:1984)
- „Erödiana (Capriccio Erödico)“ für Fagott (Violoncello) und Klavier (XXXII:1996)
- „Zwillings-Suite“ für Flöte (Blfl, Vl) und Gitarre (XVIb:1985)
- „Profondo II“ für Flöte, Kontrabass und Klavier (op.71:2014)
- „B-Suite“ für Jazzquartett (Ssax, Cb, Vib/Pn, dr) (op.79:2018) – IGNM-Weltmusikfest 2024 auf den Färöer-Inseln

### Werke für Gitarren/Percussion
- „Introduktion & Allegro“ für 2 Gitarren (XIII:1983)
- „Tête de Cuvée“ für Gitarrentrio (XXXa:1994/95)
- „Da Capo“ für Percussion-Quintett (XLVa:2003/05)
- „Agoro“ (I), II & III for percussion ensemble (7-9) (LXIVa:2011/14/21)
- „...para tocar“ for percussion solo (op.83:2011) – UA IGNM-Weltmusikfest 2023 in Südafrika

### Vokalwerke
Lieder
- „Fünf Melodien“ (engl., dt., franz. Texte) für Stimme solo (XXIX:1993/1994)
- „Halbdunkle Lieder“ für mittlere Stimme und Klavierquartett (Texte Gerhard Präsent, David Präsent) (IL:2004), Fassungen für hohe Stimme/mittlere Stimme und Klavier (ILb/c: 2004)
- „Song“ für Sopran, Violine und Klavier (IXb:1981/1990), engl. Text vom Komponisten, original für Sopran und kleines Orchester
- „Lieder aus der Hütte“ für Sopran, Flöte, Oboe, Bratsche und Violoncello nach fünf Texten von Martin Krusche (V:1979)

Chorwerke
- „Phantasie über einen Bach-Choral“ („Wer nur den lieben Gott lässt walten“) für vierstimmigen Chor a cappella (und Orgel ad lib.), (XX:1986/1987)
- „Missa minima“ für vier Stimmen a cappella (XLI:2001), Auftragswerk von „Ambitus“
- „Pater noster“ für vier Stimmen a cappella (LIV:2006), Auftragswerk des Steir. Sängerbundes für Styria cantat I
- „Psalm“ für drei Oberstimmen und Bariton (LXI:2010), Auftragswerk des Steir. Sängerbundes für Styria cantat IV
- „Fine Sign“ für vierstimmigen gemischten Chor a cappella (LIX:2009), Auftragswerk des Steir. Sängerbundes für „Volkslied im neuen Kleid“
- „Der kleine Vampir“ für sechsstimmigen Oberstimmenchor a cappella (LXII:2011), Auftragswerk der Singakademie Graz-Liebenau
- „Alte Lieder (Old Songs)“ – Volkslieder für 3-4-stimmigen gemischten Chor (op.82: 2021)

### Bearbeitungen
- „Fünf Lieder nach Friedrich Rückert“ von Gustav Mahler, Fassung für mittlere Stimme (Bariton, Mezzo) und Klavierquartett (XLIVa-e: 2002/2003)
- „Lieder eines fahrenden Gesellen“ von Gustav Mahler, Fassung für mittlere Stimme (Bariton, Mezzo) und Klavierquartett, C (op.74: 2017) – U 2017 im Schillertheater/Berlin
- „Kindertotenlieder“ von Gustav Mahler, Fassung für mittlere Stimme (Bariton, Mezzo) und Klavierquartett, op.86: (in Arbeit)
- „Gesänge des Harfners“ von Franz Schubert aus „Wilhelm Meister“ (Goethe) DV 478–480 – Fassung für Bariton und Klavierquartett (XLVIII:2003/2004)
- „Fantasie-Quartett“ in D für Streichquartett (LVa:2007/2008), nach Klavierstücken von W. A. Mozart: 1. Fantasie KV 397, 2. Menuett KV 355, 3. Adagio KV 540, 4. Rondo KV 485
- W. A. Mozart: „Trios“ in G-Dur und B-Dur für zwei Violinen und Violoncello nach den Duos KV 423 und KV 424 (op.70: 2013-15)
- Franz Schubert: „Trio“ in B-Dur D 471, Bearbeitung für zwei Violinen und Violoncello(LXVb:2012)
- „Prelude No.2“ von George Gershwin – Bearbeitung für Klavierquintett (Xb:1981) – auch für Klavierquartett bzw. für Flöte, Violine, Violoncello und Klavier
- „Drei Choralvorspiele und Aria“ nach Vorlagen von J. S. Bach vervollständigt und bearbeitet für Streichquartett (XLVId:2003/2005): 1. Jesu, meine Freude BWV 753, 2. Wer nur den lieben Gott läßt walten BWV 691, 3. Jesu, meine Zuversicht BWV 728, 4. Aria: Bist du bei mir BWV 508 – auch Fassung für Streichtrio
- „Nächtlicher Umtrieb“ von Iván Eröd aus den Krokodilsliedern (Text: Richard Bletschacher), bearbeitet für Bariton und Klavierquartett (LIb:2005)
- „Drei Lieder“ von John Dowland, bearbeitet für mittlere Stimme, Violine und Klavier (Vc ad lib) Op.86 (2018)
- „Cinq Chansons cryptiques“ von Kurt Schwertsik nach Texten von Erik Satie op. 50 (1985) in einer notierten Interpretation für mittlere Stimme und Klavierquartett (LId:2005)
- „Rumänische Volkstänze“ von Bela Bartok – Fassung für Streichquartett (LVb:2005/2006) (aus Urheberrechtsgründen erst 2016 veröffentlicht)
- „Zerline ERFURT-Edition“ – Bearbeitung und Herausgabe des gesamten Oeuvres (48 Werke) der Komponistin Zerline Erfurt (1907–1990) für Violine solo, Violine und Klavier bzw. Klavier solo aus den Manuskripten (2004–2015) – Noten-Edition im Steirischen Tonkünstlerbund 2016

## Aufnahmen/CDs
Eine Vielzahl seiner Werke sind auf der CD-Edition des Steirischen Tonkünstlerbundes sowie auf einigen anderen CDs erschienen. Darüber hinaus gibt es zahlreiche Aufnahmen im Österreichischen Rundfunk.